# 克里維茨湖

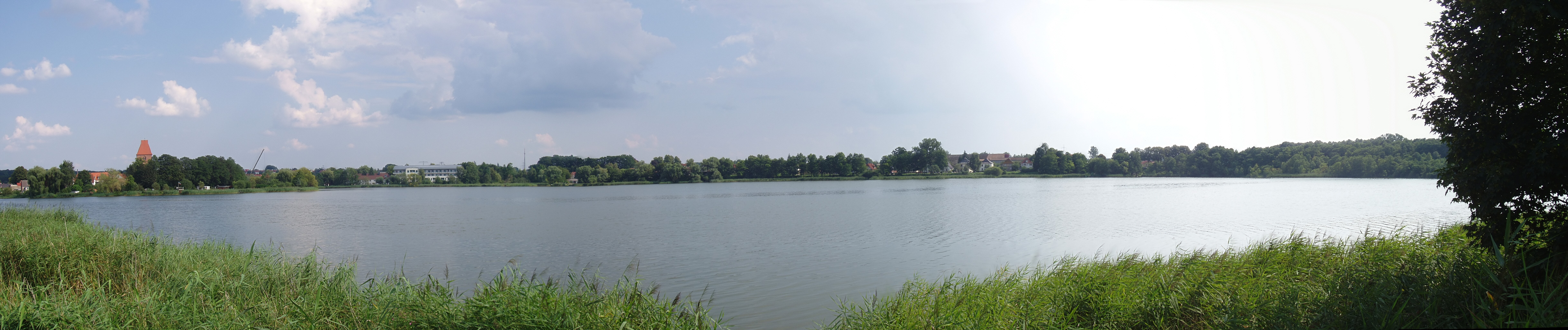

53°34′37″N 11°38′30″E / 53.57694°N 11.64167°E
克里維茨湖（德語：Crivitzer See），是德國的湖泊，位於該國東北部，由梅克倫堡-前波美拉尼亞州負責管轄，處於路德維希斯盧斯特-帕爾希姆縣，面積0.37平方公里，海拔高度39米，最大水深2.2米。